# Luísa de Marillac
Luísa de Marillac (em francês:  Mme. Louise de Marillac Le Gras; 15 de agosto de 1591 – 15 de março de 1660) foi a co-fundadora, com Vicente de Paulo, das Filhas da Caridade de São Vicente de Paulo.

## Origem e juventude (1591–1613)
Luísa de Marillac morou toda sua vida em Paris. De uma antiga família de Auvérnia, só enobreceu em 1569 com a pessoa de seu avô Guilherme II de Marillac (1518–1573), ela nasce em 15 de agosto de 1591 em condições misteriosas. Num registro feito pelo tabelião três dias depois, Luís 1.º de Marillac (1556–1604), cavaleiro, senhor de Ferrières-em-Brie e de Villiers-Adam, comandante de uma companhia de ordenança do rei, dá-lhe uma pensão e nomeia-a sua “filha natural”. Porém, é possível que ele faça apenas endossar este nascimento, para evitar um escândalo a um de seus irmãos. É sempre ele que, quando Luís de Marillac casa-se, em 15 de janeiro de 1595, provavelmente logo coloca a pequena Luísa numa pensão no mosteiro real de Saint-Louis de Poissy. Lá, as dominicanas ensinam à jovem Luísa a conhecer Deus, ler e escrever, pintar, lhe dão uma sólida formação humana, sob a guarda de uma de suas tias, mère Luísa de Marillac, a primeira com este nome (1556–1629). É bem provável que nesta época Luísa conheça a espiritualidade de Santa Catarina de Siena, que citará depois em seus escritos espirituais.
Mas, logo, sem dúvida depois da morte de Luís de Marillac (25 de julho de 1604), Luísa é colocada num lar para meninas, em Paris, por Miguel de Marillac (1560–1632), o futuro chanceler da França, que se torna seu tutor. Lá, Luísa aprende como cuidar de uma casa e beneficia do clima da reforma católica que chamusca a Paris religiosa. Ela frequenta, pois, as capuchinhas do subúrbio Saint-Honoré, as “filhas da Cruz”, e, pensando tornar-se uma delas, fez voto de servir a Deus e seu próximo.
Antigo membro da liga que se tornou mestre dos pedidos, Miguel de Marillac toma então uma parte ativa na fundação do Carmelo reformado na França e freqüenta assiduamente o círculo Acarie. É lá que ele conhece os padres Pierre de Bérulle (1575–1629) e Charles Bochard de Champigny (1568–1624), dito “Honrado de Paris”. Este é provincial dos capuchinhos em 1612, quando, levando em conta a fraca aparência, de Luísa de Marillac a aconselha para não ser capuchinha, assegurando-lhe que Deus tinha um “outro desígnio” sobre ela.
Luísa é logo acompanhada em seu caminho espiritual por Jean-Pierre Camus (1584–1652), bispo de Belley, grande amigo de São Francisco de Sales, e sobrinho por aliança de Luís de Marillac. Apesar de suas ausências prolongadas, Luísa apegar-se-á muito a este homem de Deus de múltiplas facetas, que terminará sua vida entre os “Incuráveis”. Entre os numerosos romances piedosos que monsenhor Camus publica, vários têm por meta “fazer ver o ciúme de Deus pelos justos castigos que Ele faz sentir àqueles que por força ou provação tentam tirar-lhe suas esposas de seus braços”.

## Os anos do matrimônio (1613–1625)
Ora, Miguel de Marillac e seu cunhado Octavien II Doni de Attichy (morto em 1614), de origem florentina, vendo em Luísa uma nova oportunidade de se aproximar do poder, decidem casá-la com um secretário dos comandantes da rainha-mãe, Maria de Médicis. Foi assim que, no dia 5 de fevereiro de 1613, Luísa de Marillac se casa na Igreja de Saint-Gervais com Antônio Le Gras (nascido em 1575 ou 1580), natural de uma velha família de Montferrand que acederá depois à nobreza. Como este pretende se unir aos nobres Le Gras dos quais ele traz o nome e as armas antes que os de seus antepassados, sua esposa será chamada “mademoiselle”, título então reservado às esposas e às filhas de escudeiros, isto é, de nobres sem títulos. Em outubro, a jovem mulher dá à luz prematuramente ao pequeno Miguel. Mas, a felicidade familiar dos Le Gras é de curta duração; desde 1622, Antônio cai gravemente doente. Acreditando que por esta doença Deus a castigava por não ter se doado a Ele como o havia prometido quando mais jovem, Luísa passa, então, por um longo período de depressão e de noite espiritual.
Porém, no dia de Pentecostes de 1623, enquanto Luísa reza na Igreja Saint-Nicolas des Champs, seu espírito é iluminado e suas dúvidas desaparecem num instante. No pergaminho onde ela relata esta “Luz de Pentecostes” e que ela trará sobre si o resto de seus dias, sabemos que naquele dia ela tem a certeza de que seu lugar era à cabeceira de seu marido e que um tempo viria onde ela faria votos, viveria em comunidade, e encontraria um novo acompanhador. Exatamente, no final de 1624 ou início de 1625, ela encontra-se com Padre Vicente de Paulo (1581–1660) que logo estabelece Confrarias da Caridade no final da pregação de suas missões nas numerosas paróquias dos Gondi e que, com a ajuda destes, vai logo estabelecer a Congregação da Missão, denominada de lazaristas. Atacado pela tuberculose, Antônio Le Gras se apaga no dia 21 de dezembro de 1625, deixando a jovem Luísa e Miguel numa certa precariedade econômica. Não obstante, Luísa coloca Miguel numa pensão em Saint-Nicolas du Chardonnet.

## Primeiros anos sob a direção do Padre Vicente (1625–1633)
De 1625 a 1629, Padre Vicente conseguiu pouco a pouco conduzir a senhorita Le Gras para a salvação de outros em lugar de sua própria devoção ou sua preocupação materna, de forma que, em uma carta de 6 de maio de 1629, ele a torna solenemente sua representante junto as Damas da Caridade. Procedentes da nobreza e da burguesia, elas se engajam em dedicar seu tempo para o serviço corporal e espiritual dos pobres, mas algumas enviam suas empregadas ou pedem-lhe para cozinhar ao invés delas mesmas o fazerem. Mas, a senhorita Le Gras, que chega geralmente carregada de roupas e remédios, reúne estas senhoras, escuta-as e encoraja-as a verem Cristo nos pobres que servem, verifica as contas e forma mestras de Escola para instruir as meninas. Daí em diante, a personalidade de Luísa se revela à medida que ela supera suas enfermidades físicas e seus medos para visitar as paróquias a fim de organizar ou reforçar aí as caridades.
Durante este tempo, Miguel de Marillac, nomeado guarda sêlos no dia 1.º de junho de 1626, tornou-se chefe do partido religioso depois da morte do cardeal de Bérulle (dia 2 de outubro de 1629), enquanto que seu meio-irmão Luís de Marillac II (1573–1632) foi nomeado o marechal da França em 3 de junho de 1629. Depois do posto de Rochelle (Agosto de 1628 – outubro de 1627), sua oposição às políticas do cardeal Richelieu é evidente. Esta oposição será a razão de sua queda, por ocasião da famosa jornada des Dupes (11 de outubro de 1630). Desprotegidos, o marechal e o chanceler são respectivamente presos e ten hipotecadas suas residências. Acusado de desfalques e julgado por um tribunal ligado a Richelieu, o primeiro será decapitado publicamente na praça de Greve no dia 10 de maio de 1632. Fechado na fortaleza de Châteaudun onde ele traduzirá o Livro de Jó e começará um Tratado da vida eterna, o segundo morrerá no dia 7 de agosto de 1632.
Entretanto, no dia 5 de fevereiro de 1630, tendo visitado a caridade de Asnières e preparando-se para ir visitar a de Saint-Cloud, Luísa de Marillac decidiu fazer algo de diferente. Ela decidiu ficar na sua casa e celebrar o aniversário de seu matrimônio assistindo a Missa. Recebendo a comunhão, ela faz a experiência do matrimônio místico com Cristo que ela relata logo depois por estas palavras: “parece-me que Nosso Senhor me fazia pensar para recebê-Lo como o esposo de minha alma”. Esta experiência, ela não vai demorar partilhá-la com outros. No dia 19 de fevereiro de 1630, Padre Vicente que volta de uma missão em Suresnes, envia-lhe Margarida Naseau, uma jovem vaqueira desta aldeia, que aprendeu a ler para instruir os jovens dos arredores, e que se oferece para o serviço dos pobres. Margarida não temerá colocar a mão na massa.

## A partir da fundação das Filhas da Caridade (1633–1660)

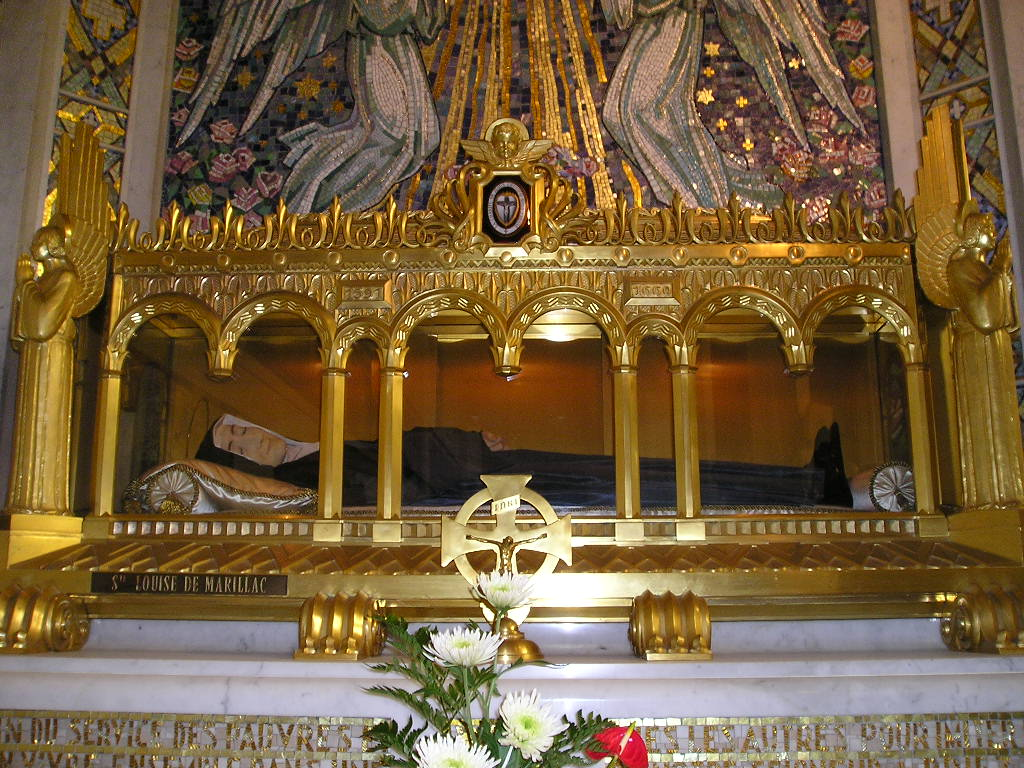
Relicário de Santa Luísa de Marillac.
Capela de Nossa Senhora da Medalha Milagrosa, na Rue du Bac, em Paris, onde está sepultada.

Tendo cuidado de doentes da peste, Margarida Naseau morre pouco depois no dia 24 de fevereiro de 1633, mas outras camponesas desejam fazer o mesmo. No dia 29 de novembro de 1633, com o consentimento de padre Vicente, Luísa as reúne em sua casa para formá-las. No dia 25 de março de 1642, Luísa e quatro das primeiras irmãs fazem votos de se oferecerem totalmente para o serviço de Cristo na pessoa dos pobres. Tal foram as humildes origens da Companhia das Filhas da Caridade.
Unidos por uma estreita colaboração e uma grande amizade, Luísa e Padre Vicente respondem juntos aos apelos dos mais desprovidos do seu tempo, graças à nova Companhia que eles estabeleceram juntos. Educação das crianças abandonadas, socorro às vítimas da guerra dos Trinta Anos e da Fronda, cuidado dos doentes em domicilio ou nos hospitais, serviço dos galerianos e das pessoas deficientes mentais, instrução das meninas pobres, participação na criação do hospital do Santo Nome de Jesus e do hospital geral de Paris, nada pára estas novas irmãs não enclausuradas, estas moças “ao ar livre” que têm por véu “a santa humildade”, “por mosteiro a casa do doente, por cela um quarto de aluguel, por claustro as ruas da cidade, ou as salas dos hospitais” e por divisa: “A caridade de Jesus Crucificado nos impele”. Pouco a pouco, senhorita Le Gras envia ou ela mesma instala novas Comunidades em todos os lugares onde a urgência se faz realmente sentir: em quase trinta cidades da França, e até na Polônia: Paris, Richelieu, Angers, Sedan, Nanteuil-le-Haudouin, Liancourt, Saint-Denis, Serqueux, Nantes, Fontainebleau, Montreuil/Mer, Chars, Chantilly, Montmirail, Hennebont, Brienne, Étampes, Varsóvia, Bernay, Sainte-Marie-du-Mont, Cahors, Saint-Fargeau, Ussel, Calais, Metz e Narbona.
Em 1657, Vicente de Paulo diz que Luísa de Marillac está “como morta” depois de mais de vinte anos, mas ela veio a falecer somente no dia 15 de março de 1660, alguns meses antes dele. Seu corpo, enterrado em primeiro lugar na Igreja de Saint-Laurent em Paris, descansa hoje na Capela da Casa-Mãe das Filhas da Caridade, no 140 rua do Bac, em Paris.

## Homenagens
Luísa de Marillac foi beatificada no dia 9 de maio de 1920 por Papa Bento XV, canonizada no dia 11 de março de 1934 por Pio XI e proclamada patrona das Obras Sociais em 1960 pelo bem-aventurado João XXIII. Filha ilegítima, esposa experiente, viúva contemplativa e ativa, mãe preocupada e grande mãe, serena, educadora e cuidadosa, assistente social e promotora da Caridade, ela continua inspirando muitos homens e mulheres, dentre os quais 21 000 Filhas da Caridade, freqüentemente chamadas Irmãs de São Vicente de Paulo, que servem no mundo inteiro, e seus numerosos colaboradores.
Há diversas escolas, lares para idosos e infantis em homenagem a Luísa de Marillac e, inclusive, uma cidade localizada no Leste do Estado de Minas Gerais, Brasil que recebe o nome da Santa, que inclusive, é Padroeira.